# 柳生家厳
柳生 家厳（やぎゅう いえよし、明応6年（1497年） - 天正13年（1585年）は、戦国時代から安土桃山時代にかけての武将。大和国柳生荘を治め、大和柳生城主だったとも伝わる。柳生宗厳の父。柳生重永の子。
柳生氏は大和国の土豪。多くの剣豪を輩出し、菅原氏一門（播磨国の赤松氏と同族ともされる）と自称した。柳生氏の事項が明らかになるのは南北朝時代で、柳生永珍（ながよし）が元弘の変の時に笠置山に篭った後醍醐天皇を助けた（笠置山の戦い）ため、鎌倉幕府から所領を没収。幕府滅亡後、実弟で笠置寺衆徒の中坊源専が恩賞として柳生荘を返還された。以後、柳生の国人として根を下ろす。
応仁の乱により室町幕府が衰退すると、天文5年（1536年）、畠山氏重臣の木沢長政が信貴山に城を構え、大和国攻略に乗り出す。家厳は長政に従い、筒井氏や二木氏らと戦った。しかし、木沢長政は管領細川晴元、三好長慶と対立し、天文11年（1542年）に河内太平寺の戦いで敗死すると、筒井順昭は木沢残党を次々と攻略し、柳生氏の居城である子柳生城も攻められた。家厳は筒井氏に降伏、臣従し家名の存続を図った。その後大和に三好長慶の重臣松永久秀が進出すると松永久秀に寝返り、大和攻略戦で活躍する。
その後、三好長慶が死去すると松永久秀と対立した三好一族や筒井順昭らが衝突し、合戦となる（東大寺大仏殿の戦い）。家厳は久秀方に付き、東大寺大仏殿もこの時焼け落ちた。松永久秀が織田信長に従属し大和に攻めこんだときにも久秀に属して筒井順慶を攻めた。後に筒井氏も信長に降り、大和の戦乱は収まった。家厳はこの直後、家督を宗厳に譲り、隠遁した。
ちなみに、子の柳生宗厳は家厳が31歳を数えたときの子と伝わっている。この時、家厳はすでに壮齢の年代であったが、この時期の動静は不明である。